# Argonaut (atterrisseur)
Pour les articles homonymes, voir Argonaut.
Argonaut, anciennement EL3 (European Large Logistics Lander) est un projet d'atterrisseur lunaire étudié par l'Agence spatiale européenne dont la mission sera de déposer des instruments et des équipements à la surface de la Lune avec une capacité de 1,5 tonne. Ce projet a été impulsé dans le cadre du programme Artemis de la NASA dont l'objectif est de ramener des hommes à la surface de la Lune d'ici 2026. Le premier lancement de l'atterrisseur par une fusée Ariane 6 devrait intervenir avant la fin de la décennie 2020.

## Contexte
L'agence spatiale américaine, la NASA, développe au cours des années 2020 le programme Artemis dont l'objectif est de ramener des hommes sur la Lune d'ici la fin de la décennie. L'Agence spatiale européenne (ESA) participe à ce programme à travers la fourniture de plusieurs modules de la future station spatiale lunaire, du module de service du vaisseau spatial Orion et la mise en place d'une constellation de satellites en orbite lunaire qui doit faciliter la navigation et les communications à la surface de la Lune (programme Moonlight). L'ESA a également lancé en collaboration avec les agences spatiales japonaise et canadienne le développement d'un astromobile (HERACLES) qui sera chargé d'explorer la surface de la Lune et de collecter des échantillons de sol qui seront ramenés sur Terre. Fin 2022, l'Agence spatiale européenne a également décidé de financer le développement d'un atterrisseur lourd baptisé Argonaut (anciennement EL3 c'est-à-dire European Large Logistics Lander).

## Historique
Le développement d'Argonaut a reçu le feu vert lors de la session de novembre 2022 du Conseil de l'Agence spatiale européenne.   
En 2024, Redwire Space a remporté un contrat de l'ESA pour développer un bras robotique destiné à être utilisé sur l'atterrisseur.
Le 30 janvier 2025, Thales Alenia Space obtient un contrat de l'ESA de 862 M€ pour développer le module de descente de l'atterrisseur,.
Cinq missions sont prévues à partir de 2030.

## Objectifs
L'atterrisseur sera utilisé pour déposer les équipements suivants : 
- fret : consommables ou équipements pour les équipages à la surface de la Lune (eau, nourriture, oxygène) ;
- astromobile scientifique ;
- étage permettant de ramener des échantillons du sol lunaire ;
- démonstrateurs technologiques ;
- Recherche et exploitation de ressources in situ ;
- équipement de production ;
- Générateurs d'énergie.

Argonaut pourrait déposer à la surface lunaire des habitats Eurohab, développés par l'entreprise française Spartan Space. Ceux-ci ont une architecture similaire au Lunar Surface Habitat de la NASA, utilisant un module gonflable,.

## Caractéristiques techniques
L'atterrisseur Argonaut a une masse de 8,5 tonnes, un diamètre de 4,5 mètres et une hauteur maximale de 6 mètres. Il est capable de déposer jusqu'à 1,5 tonne à la surface de la Lune avec une précision de 100m. Il doit être lancé par une fusée européenne Ariane 64 décollant depuis la base spatiale de Kourou en Guyane française. Il doit être capable de fonctionner pendant 5 ans à la surface de la Lune.